# Зулькіфл
Зулькіфл (араб. ذو الكفل, «заступник», «поручитель»‎‎), (можливо біблійний Єзекіїль) — пророк у ісламі, один із попередників Мухаммеда. Його ім'я згадується в аятах Корану поряд з Ісмаїлом та Ідрісом (21:85—86). Про те, чи був він пророком, серед ісламських богословів існують різні думки. Та більшість вважає його пророком (набі)
Коментатори Корану ідентифікували його з різними пророками, найчастіше з Єзекіїлем. Зулькіфл проповідував серед ізраїльтян після смерті пророка Альяса, якому доводився родичем. Він був знавцем і проповідником Таури (Тори).
Щодо смерті і місця поховання Зулькіфла існує кілька версій. Дехто вважає, що він помер у Сирії. В Іраку коло аль-Хілли є місце поклоніння, що вважається гробницею Зулькіфла. Існує ще кілька місць, які вважаються його гробницями.